# Simão I de Montfort
Simão I de Montfort (1030 — 1087) foi um nobre medieval da frança feudal, tendo sido o 3º senhor de Montfort-l'Amaury.
Dedicou-se a continuar o trabalho do seu pai e avô na edificação na Igreja de Saint-Pierre e da Capela de Saint-Laurent.
Encontra-se enterrado na cidade de Epernon, atual comuna francesa na região administrativa do Centro, no departamento Eure-et-Loir.

## Relações Familiares
Foi filho de Amalrico I de Montfort (? - 1053), 2º senhor de Montfort-l'Amaury, e de Bertrade de Gometz. Foi casado por duas vezes, a primeira com Isabele de Broyes, filha de Hugo Bardoul, senhor de Broyes e Pithiviers, de quem teve:
1. Amalrico II de Montfort (1056 - 1089), foi o 4º senhor de Montfort-l'Amaury, a partir de 1087, sucedendo a seu pai. Porém, Amalrico faleceu pouco tempo depois e foi sucedido por seu meio-irmão Ricardo de Montfort.
2. Isabel de Montfort, casada com Raul III de Tosny (? - 1112), senhor de Conches-en-Ouche.[2]
3. Guilherme de Montfort (? - 1101), Bispo de Paris de 1095 a 1101.

Casou segunda vez com Inês de Évreux (1035 -?), filha de Ricardo de Évreux (c. 1011 - 13 de dezembro de 1067), conde de Évreux, e de Godehilde, viúva de Roger I de Tosny, de quem teve:
1. Ricardo de Montfort (? - 1092), foi o 5º senhor de Montfort, a partir de 1089, sucedendo a seu meio-irmão Amalrico II. Porém, Ricardo faleceu pouco tempo depois e foi sucedido por seu irmão Simão II de Montfort.
2. Simão II de Montfort (? - 1101), foi o 6º senhor de Montfort, a partir de 1092, sucedendo a seu irmão Ricardo. Foi sucedido por seu irmão Amalrico III de Montfort.
3. Bertranda de Monforte (1070 - 1117), casada duas vezes; a primeira em 1089 com Fulco IV de Anjou (1043 - 1109), conde de Anjou, e a segunda em 1092 com Filipe I de França, rei de França (23 de maio de 1052 - Castelo de Meulan, Yvelines, 29 de julho de 1108).
4. Amalrico III de Montfort (1063 - 1137), foi o 7º senhor de Montfort-l'Amaury a partir de 1101, sucedendo a seu irmão Simão II. Foi também conde de Évreux, a partir de 1118, sucedendo a seu tio materno Guilherme de Évreux. Casou primeira vez com Riquilda de Hainaut, (1095 — 1118), filha de Balduíno II de Hainaut, conde de Hainaut, e segunda vez casou com Agnes de Garlande, filha de Anseau de Garlande, conde de Rochefort.
5. Adeliza de Montfort (1075 -?)[3]